# 集体 (2019年电影)
（或音译为《科采莱夫》）是2019年罗马尼亚纪录电影，由亚历山大·讷讷乌执导、编剧、剪辑。影片讲述罗马尼亚一家报社的调查记者揭露该国医疗体系的腐败丑闻。
影片于2019年9月4日在威尼斯电影节首映，2020年2月28日在罗马尼亚公映，11月20日登陆英国和美国。影片收获大量好评，获欧洲电影奖及国家影评人协会认可，在第93屆奧斯卡金像獎获最佳纪录片和最佳國際影片提名，是该国首部获奥斯卡提名的作品。

## 梗慨
2015年10月，罗马尼亚首府布加勒斯特一家名叫“集体”的夜总会发生爆炸事故，造成27人死亡，180人受伤，事故因走火通道缺乏、医疗条件简陋及安全检查不到位导致。事件触发了民众的怒火，人们纷纷走上街头，抗议政府腐败且缺乏问责制度。几个月后，由于公立医院缺乏医疗保障，未提供妥善的医疗服务，又有37名遇难者去世，再度引爆民众不满情绪，举行大规模示威运动，要求执政的社会民主党政府引咎下台。
由于住院期间去世的受害者众多，记者开始调查公立医院的管理不当行为。多家公共医院的知情者向记者透露，许多患者是细菌感染死的，对于这些烧伤的患者，医院从来就不是个安全的地方。知情者认为医院的消毒水经过稀释，希望记者能调查。然而，医院方面提供的文件否认这一点，于是记者决定自行采集消毒水样本进行化验。
调查显示，消毒水被稀释到原本的10%。记者随后发表报道，向消毒水供应商荷西制药发难。另外，报道指控政府在没有检验情况下，公然让产品流入医院，导致患者没能得到保护。实际上，政府一直以来都在就这件事撒谎。由于全国有200多家医院使用荷西制药的消毒水，时任卫生部长帕特里克·阿奇玛什-卡达留下令调查情况。
《体育公报》记者卡塔利那·托隆坦上罗马尼亚电视台讨论这项调查，卫生部长对记者坚持事实和证据的态度不屑一顾。另外，部长也说政府自己的检查证明消毒水的有效率达95%。
记者又找一位自2008年起便向情报部门做简报的知情者，这位知情者多年来一直向情报部门通报消毒水的事情，情报部门了解到情况，但没有应对。《公报》发表报道，再度引爆大规模抗议。结果，卫生部长在记者会上未回答问题便匆匆宣布引咎辞职，同时荷西制药首席执行官丹·康德里亚接受刑事调查。
政府在记者会上公布荷西产品的测试结果，证实所有消毒水均经过稀释。托隆坦问起卫生部长之前所说的95%有效性，该部门拒绝评论。不久后，康德里亚遭遇车祸死亡，但没有人知道这起事故是他杀还是自杀。《公报》怀疑他是被人杀害，因为他掌握自己贿赂过的所有政府及公卫官员的名字。后来，《公报》发现一位病人的伤口溃烂到已经长出蛆虫。报道引述的消息来源是一位沮丧的医生，他表示因稀释消毒水或输血不足死亡的病人只增不减，即便是社会民主党政府于2015年下台。新任的卫生部长是专家弗拉德·沃库列斯库，他不想关闭医院，于是他联系收治那位病人的医院，想了解对方情况，但被告知对方在前天晚上已经死亡。一位女医生和弗拉德见面，详细讲述医院管理层如何对问题视而不见，不顾正在死去的病人。她还说医院对待病人不人道，管理层和医生之间存在腐败行为，没有一间公立医院不沾染腐败习气。
弗拉德发现他不能解聘仍在任的医疗管理曾，故要求对新上任的管理层设立极为严格的规章制度。他和阁员开会，尝试打破腐败的医院体制及糟糕的管理层，但其中许多人是靠贿赂上到今天的位置。最终，弗拉德开始意识到整个体制已经腐败，太过腐朽，根除腐败意味着要解雇所有人。
选举日到来，社会民主党横扫选举，赢得多数票。后来，公立医院任命了一位不合格，且在法律上无法管理医院的经理人。

## 发行
影片于2019年9月4日在第76屆威尼斯影展非竞赛片单元首映，也在2019年多倫多國際影展及2020年圣丹斯电影节“焦点”（Spotlight）单元首映。影片于2020年2月28日在罗马尼亚上映，由巫毒影业（Voodoo Films）发行。2020年11月20日，影片由木兰影业和Dogwoof分别在美国和英国发行。

## 评价

### 专业评价
汇总媒体烂番茄根据113条评论，给影片打出99%的新鲜度，平均得分9.1/10。网站共识写道：“《集体》黑暗、有效地概述了政府废除对人民信任的时候，政治腐败和公众的怀疑会如何循环。”Metacritic根据24条打出95/100的平均分，表示“普遍好评”。
《洛杉矶时报》专栏作家贾斯汀·张认为影片“揭露了令人不安、绝望的体制不公正现象”。《综艺》的杰伊·韦斯伯格（Jay Weissberg）称影片是“属于我们这个时代的记录，值得广泛传播”。《纽约时报》的曼诺拉·达吉斯认为影片“勾勒出一个真正、有说服力，稍显过时的乌托邦例子，说明为了让世界变好或至少不那么糟糕，需要怎样的努力。”

### 奖项
| 大奖                   | 颁奖日期       | 奖项         | 结果 | 参考          |
| ---------------------- | -------------- | ------------ | ---- | ------------- |
| 欧洲电影奖             | 2020年12月12日 | 最佳纪录片   | 獲獎 | [ 11 ]        |
| 波士頓影評人協會獎     | 2020年12月13日 | 最佳纪录片   | 獲獎 | [ 12 ]        |
| 洛杉矶影评人协会奖     | 2020年12月20日 | 最佳纪录片   | 亚军 | [ 13 ]        |
| 芝加哥影評人協會獎     | 2020年12月21日 | 最佳外语片   | 提名 | [ 14 ]        |
| 芝加哥影評人協會獎     | 2020年12月21日 | 最佳纪录片   | 提名 | [ 14 ]        |
| 國家影評人協會         | 2021年1月9日   | 最佳外语片   | 獲獎 | [ 15 ]        |
| 聖路易斯影評人協會獎   | 2021年1月18日  | 最佳纪录片   | 獲獎 | [ 16 ]        |
| 聖路易斯影評人協會獎   | 2021年1月18日  | 最佳外语片   | 提名 | [ 16 ]        |
| 休士頓影評人協會獎     | 2021年1月18日  | 最佳纪录片   | 提名 | [ 17 ]        |
| 舊金山影評人協會獎     | 2021年1月18日  | 最佳纪录片   | 獲獎 | [ 18 ]        |
| 舊金山影評人協會獎     | 2021年1月18日  | 最佳外语片   | 提名 | [ 18 ]        |
| 线上影评人协会奖       | 2021年1月25日  | 最佳纪录片   | 提名 | [ 19 ]        |
| 线上影评人协会奖       | 2021年1月25日  | 最佳外语片   | 提名 | [ 19 ]        |
| 國家評論協會獎         | 2021年1月26日  | 最佳外語片   | 提名 | [ 20 ]        |
| 倫敦影評人協會獎       | 2021年2月7日   | 年度纪录片   | 獲獎 | [ 21 ] [ 22 ] |
| 倫敦影評人協會獎       | 2021年2月7日   | 年度外语片   | 提名 | [ 21 ] [ 22 ] |
| 倫敦影評人協會獎       | 2021年2月7日   | 年度电影     | 提名 | [ 21 ] [ 22 ] |
| 多倫多影評人協會獎     | 2021年2月7日   | 最佳纪录片   | 獲獎 | [ 23 ]        |
| 華盛頓特區影評人協會獎 | 2021年2月8日   | 最佳纪录片   | 提名 | [ 24 ]        |
| 卫星奖                 | 2021年2月15日  | 最佳纪录片   | 獲獎 | [ 25 ]        |
| 评论家选择电影奖       | 2021年3月7日   | 最佳外語片   | 提名 | [ 26 ]        |
| 英国电影学院奖         | 2021年4月11日  | 最佳纪录片   | 提名 | [ 27 ]        |
| 獨立精神獎             | 2021年4月22日  | 最佳纪录片   | 提名 | [ 28 ]        |
| 奧斯卡金像獎           | 2021年4月25日  | 最佳國際影片 | 提名 | [ 29 ]        |
| 奧斯卡金像獎           | 2021年4月25日  | 最佳纪录片   | 提名 | [ 29 ]        |